# ناحية سيدكان
سيدكان (بالكردية: سیدەکان، Sîdekan)‏ أو برادوست قضاء تابع للادارة المستقلة المستحدثة فێ سوران ضمن محافظة اربيل في كردستان العراق وکانت تعتبر من أقدم وأكبر النواحي مساحة واكثرها وعورة. عدد قراها يتجاوز 250 قرية ونفوسها حسب الإحصاءات الأخيرة. یتبع القضاء حالیا ناحیة مستحدثة بأسم برمیزە الواقعة فی سهل برازکر برادوست . لا يزيد عن 15000 نسمة كون سكانها تعرضوا للترحيل ثلاث مرات 1961 و1978 و1988 وما زالت مناطق شاسعة منها لم تعمر بسبب وجود مقرات حزب العمال الكردستاني فيها وكذلك بسبب الإهمال والتهميش المتعمد من قبل الحكومة الحالية. تسكنها عشيرة البرادوست التي تتفرع إلى اربع فروع رئيسية واسم سيدكان Sidekan مكون من مقطعين (سيدك) وولاحقة (ان) بمعنى المكان.. وهناك قرى كردية أخرى تسمى (سيتك Sitek) (سيدكان Sidkan)ولا علاقة لاسم سيدكان بلقب (السيد) كما يفترض الكاتب جمال بابان في كتابه (اصول أسماء المدن) بقوله ان اصل الاسم هو سة يدة كان seidekan بمعنى مكان السادة باللغة الكردية. وتسمية (سيده‌كا) بحذف النون هي الأكثر استعمالا في برادوست وقد تم ضبط التسمية بشكل sideka أيضا في الخريطة التي رسمها كينث جونسون عام 1853.

## مجمعات قسرية
بعد سقوط الملكية عام 1958 وعودة الملا مصطفى البارزاني ومن ثم نشوب ثورة ايلول بقيادته عام 1961 صارت سيدكان وقراها مكانا خطرا للبقاء فآثر بعض سكانها الرحيل عنها خصوصا عائلة الشيخ رشيد لولان واتباعه من الصوفية وعائلة محمود بك، فسكن بعضهم في ديانا وحرير وبعدها في داخل اربيل (محلة الإسكان) و (ازادي) إلى عام 1974 وفي عام 1978 اصدرت الحكومة العراقة قرارا بأخلاء المناطق الحدودية مع تركيا وإيران لمنع التماس بين المتمردين الكرد والقرويين.. فتم ترحيل أهل برادوست إلى مجمعات قسرية في ديانا (سوران) وطوبزاوه وكسنزان وديكَله قرب مدينة اربيل. وكذلك تم ترحيل ما تبقى منهم عامي 1984-1988 إلى مجمع بادليان قرب ديانا.

## بلاد مصاصير

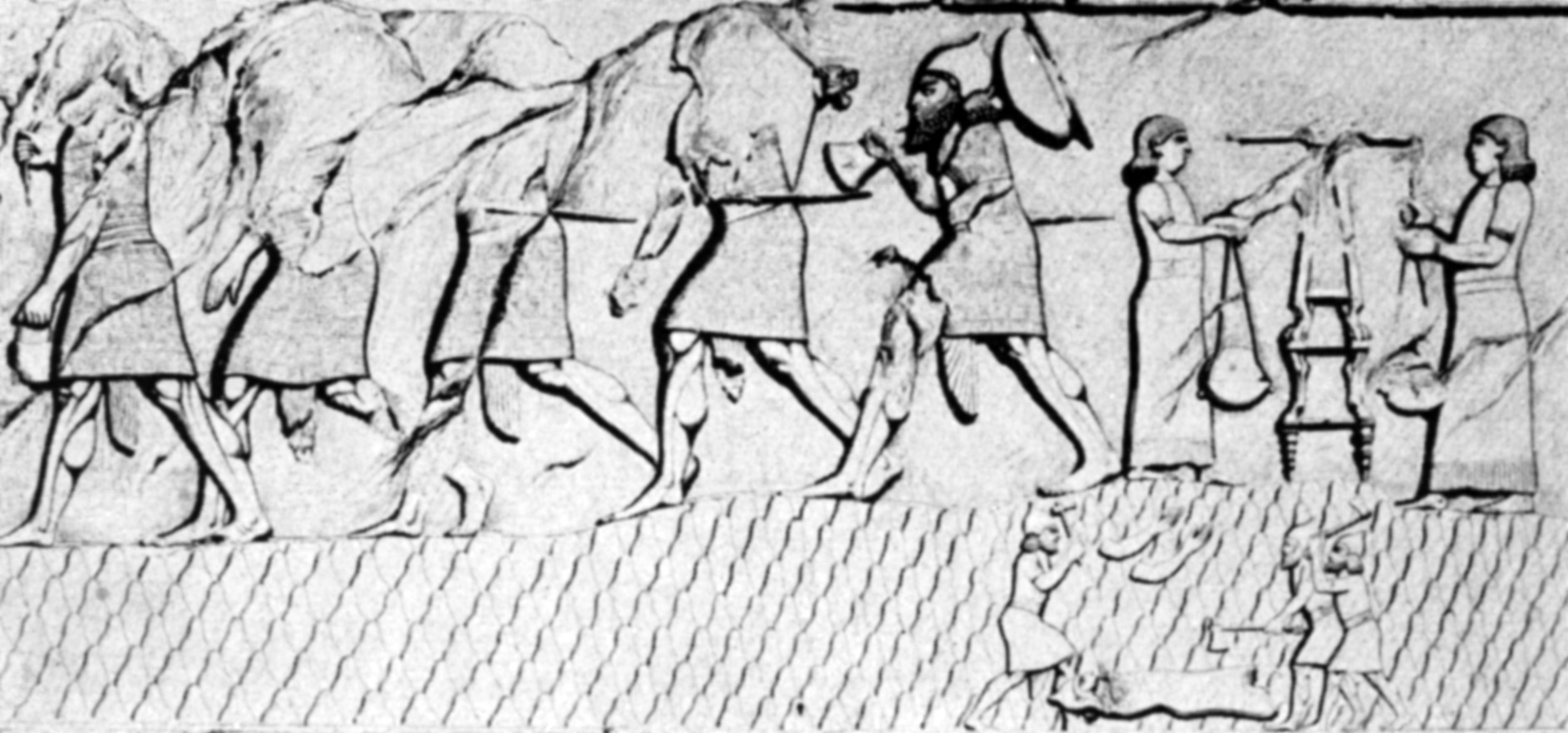
الحياة في مصاصر

وبلدة سيدكان القديمة كانت تقع قرب قرية مجيسر التي كانت في القديم معبدا للـاورارتويين عبدة الاله خالد اله الشمس وذكر اسمها بـصورة (مصاسر) في الكتابات القديمة المكتوبة على لوح كيله شين التاريخي الذي يخلد ذكرى انتصار مليكهم اوزانا في حربه ضد الغزاة الاشوريين في القرن الثامن قبل الميلاد. وبعد ظهور الدولة العراقية أيام الإنكليز 1921 اختير الموقع الجديد الواقع تحت قدمات جبل كوشينه ليكون مقر ناحية سيدكان.

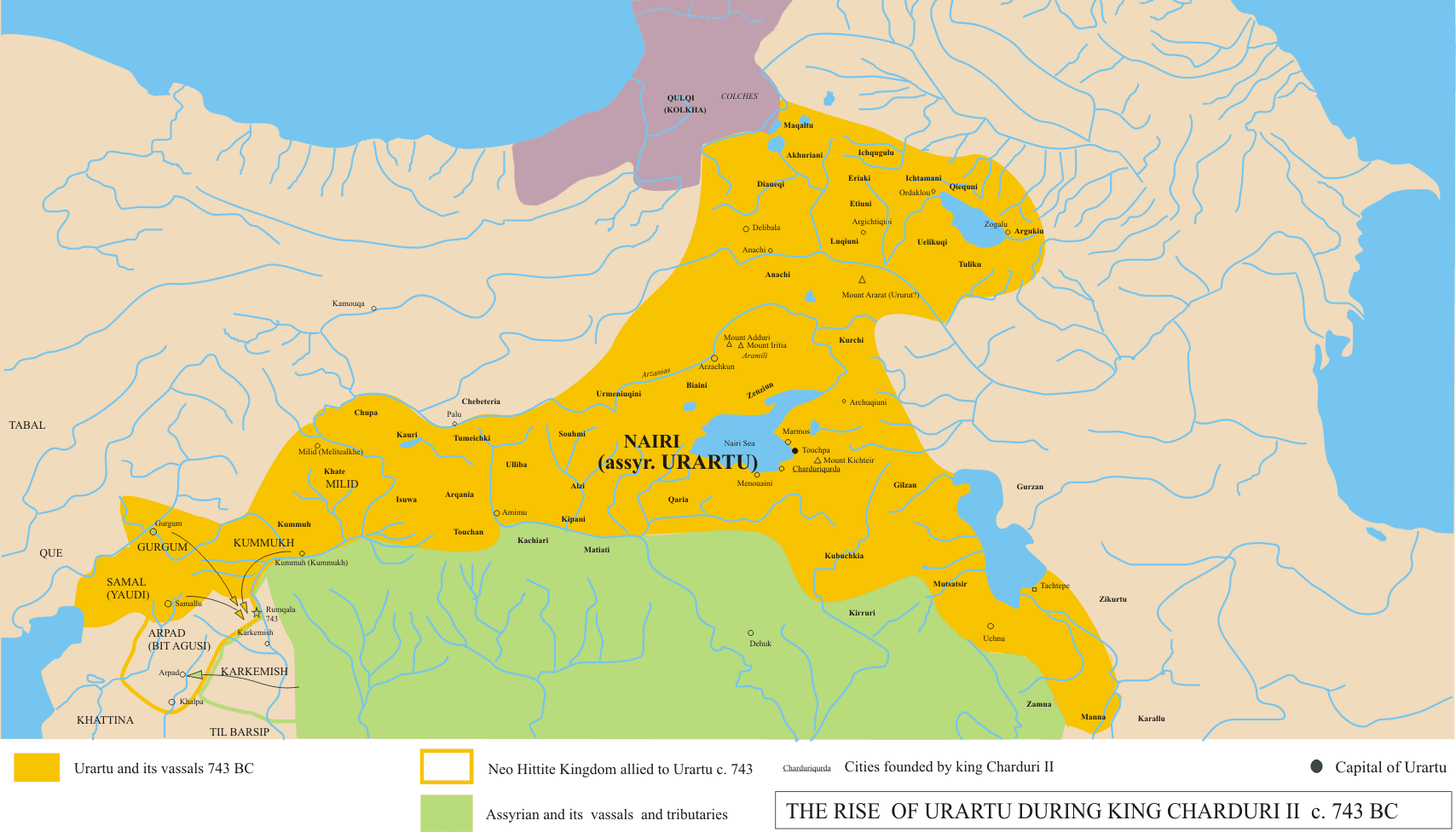
مملكة اورارتو

ورد ذكر اسم سيدكان في الكتب التأريخية العربية يقول أبو العباس القلقشندي توفي في 821 هـ صاحب كتاب صبح الاعشى. في فصل الممالك والبلدان الشرقية أيام هولاكو«عدة أماكن من بلاد وقلاع يكاتب أصحابها من الأكراد سوى من إحداها برجو. الثانية البلهيئة. الثالثة كرم ليس. الرابعة اندشت. الخامسة جردقيل. السادسة سكراك. السابعة قبليس. الثامنة جرموك. التاسعة شنكوس. العاشرة بهرمان. الحادية عشرة حصن أران وهو حصن الملك. الثانية عشرة. الثالثة عشرة سونج الرابعة عشرة اكريسا. الخامسة عشرة برازكرد. السادسة عشر الزاب. السابعة عشرة الزيتية. الثامنة عشرة الدربندات العرابلية. التاسعة عشرة قلعة الجبلين (رواندز الحالية). العشرون سيدكان.» ويذكر الكاتب اسم برازكرد التابعة لسيدكان فيقول: «بلاد ماذكرد (برازكر) والرستاق (رستاق الحالية في شمدينان) ومرت (هيرت الحالية) وجبل جنجرين (جبل كيله شين) المشرف على أشنه من ذات اليمين وهو مقام طائفة منهم يقال لهم الزرزارية.. ولصاحب ماذكرد مكاتبة عن الأبواب السلطانية بالديار المصرية ثم قال في التثقيف: وهو حنش بن إسماعيل.» وكانت المنطقة تابعة إداريا للدولة الايوبية في مصر وإليها كان تجبى الضرائب والمكوس وبعد سقوط دولتهم الت المراسلات الرسمية إلى المماليك أيام السلطان برقوق. وكان اميرها هو - أمير علي بن حسام الدين الزرزاري صاحب سيدكان.

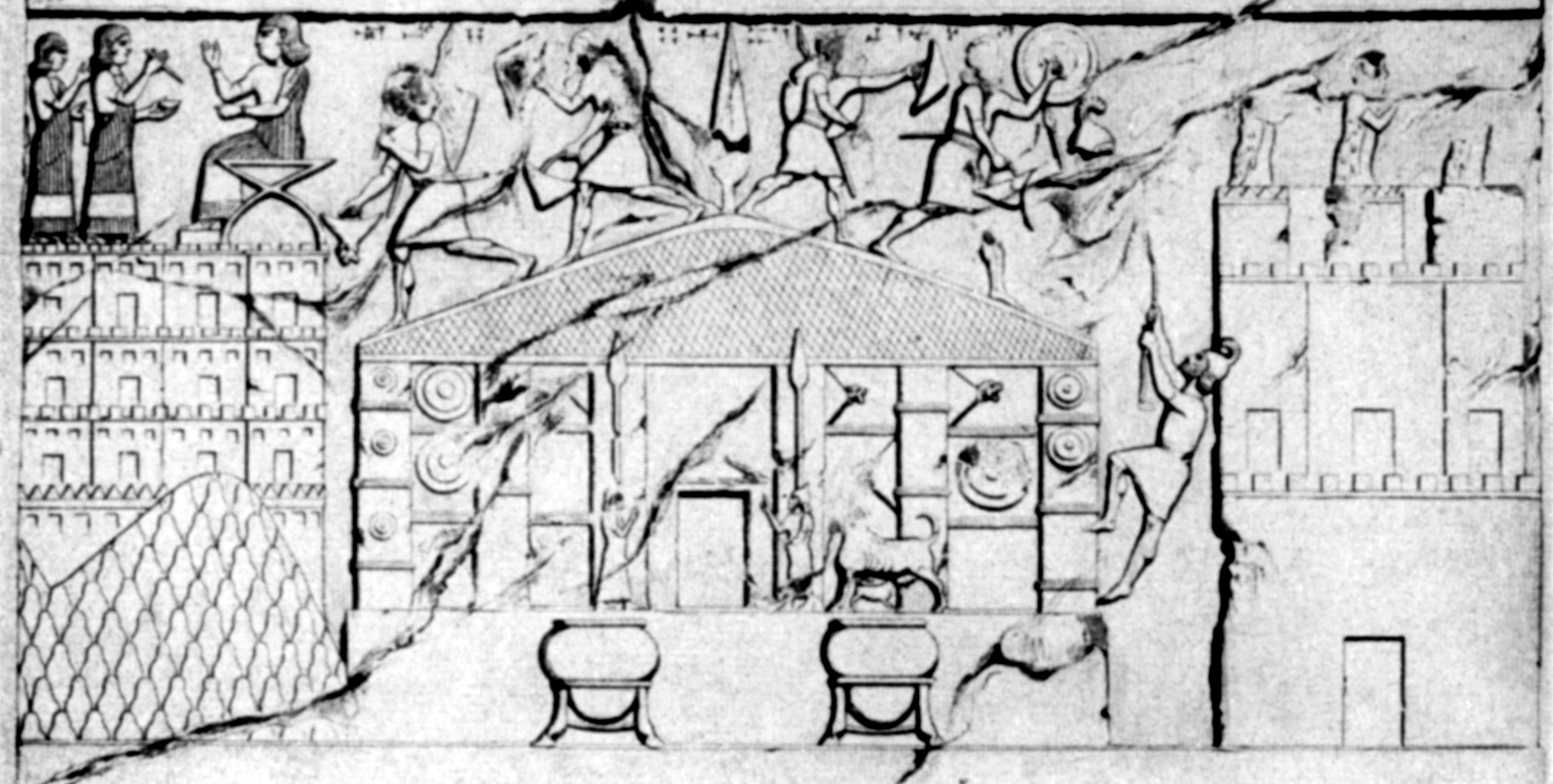
معبد مجيسر في منحوتة اشورية

## معبد مجيسر
وهو معبد خالدي كان يقع في مدينة مصاصر (مجيسر الحالية)كان بمثابة معبد لعبادة الشمس ومحج لملوك شعب اورارتو تعرض للنهب أيام الملك الاشوري سركون الثاني في حملته على بلاد مصاصر في 714 قبل الميلاد وقد تم اكتشاف قطع اثرية من المعبد في خرسباد (قرب نينوى عاصمة الاشوريين) عام 1850 وحاولوا نقله عبر دجلة إلى أحد المتاحف في لندن إلا أن القافلة تعرضت للسلب من قبل البدو وغرقت القطع في دجلة وبقيت مدفونة في قعر النهر ولم يتم اكتشافها لحد الآن.

## مسلة كيله شين
وهي مسلة حجرية تأريخية خضراء اللون تعود إلى سنة 828 قبل الميلاد مكتوبة بالحروف المسمارية وباللغتين الخالدية (لغة بلاد اورارتو) واللغة الاشورية أيام الملك اورزانا حيث كان المكان وما يزال ممرا هاما بين بلاد الرافدين وأذربيجان وإيران من جهة الشمال. بقيت المسلة في مكانها إلى عام 1984 حيث تم نقلها إلى متحف اورميه في إيران بعد الهجوم الإيراني على منطقة سيدكان ابان الحرب (1980-1988). ومعنى كيله شين بالكردية هو المسلة الخضراء حيث شين في لغة أهل برادوست هو يأتي بمعنى اخضر المائل للزرقة ومنه جاء كلمة شينايي (أي الخضرة). يذكر القلقشندي القرن التاسع الهجري ان: جبل (جنجرين) هو قرب اشنه بأعلاه ثلاثة أحجار طول كل حجر منها عشرة أشبار في عرض دون الثلاثة متخذة من الحجر الأخضر الماتع وعلى منها كتابة قد اضمحلت لطول السنين يقال إنها نصبت لمعنى الإنذار والإخبار عمن أهلكه الثلج والبرد هناك في الصيف وهم يأخذون الخفارة تحته..."

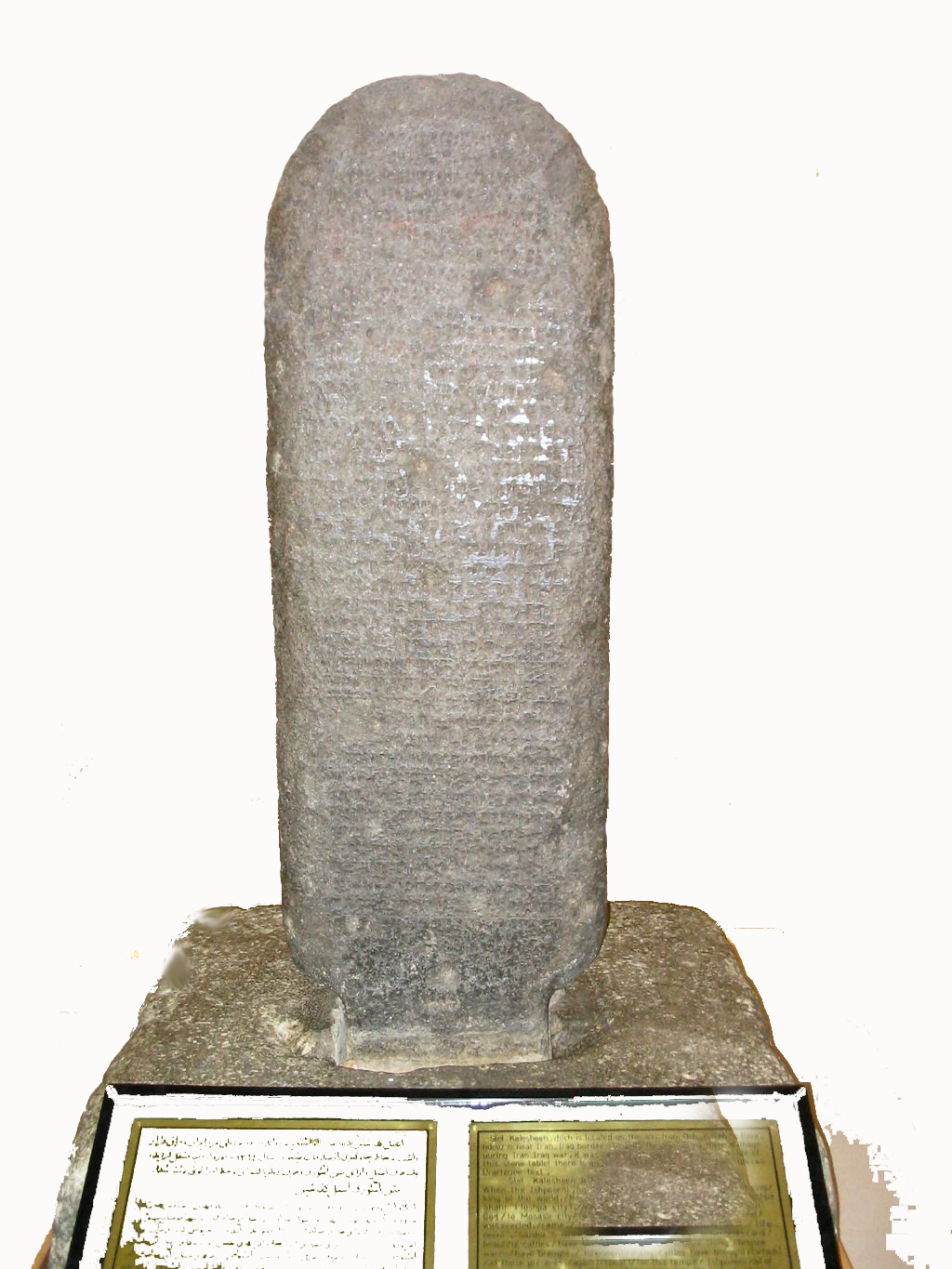
مسلة كيلة شين

## الفن الصخري في قرية نايا
```
نقش کبیر الحجم موجود على كتلة صخرية كبيرة الحجم (80. 2 م - 1.30 م) والواقعة ضمن حدود قرية (نايا) بمنطقة برادوست، تم نقش هذه الصور والرموز بشكل تجريدي تعود تاريخها إلى العصر الحجري المتوسط. أي أنها تعود إلى بدايات ظهور الإبداع الفني للإنسان، وجاءت هذه الصور والرسوم لتعبر عن طبيعة المنطقة بالإضافة إلى نمط العيش للإنسان فيها، منها ما تشير إلى طريقة اصطياد الماعز والوعول البرية بالطرق المختلفة مثل الصيد الجماعي والفردي.
[
5
]
```

## جغرافيا المنطقة
سيدكان منطقة جبلية باردة شتاء ومعتدلة صيفا، وتوجد فيها مصائف جبلية هامة تسمى الـ (الكويستان) حيث يلجأ إليها الرعاة من القبائل الرحالة للأقامة لدرء قطعانها من الماعز والخراف حرارة الصيف القاحل وأغلبهم ينتمون إلى قبائل الراوند من قبيلة السورجي والخيلاني وكذلك الهركي. وتعتبر (هلگورد)، (شاكيو)، (سياكو) (اودل كيو) (قلندر) (بولى) (بزين) و (گوشينه) من أشهر جبال المنطقة واعلاها في كل العراق. خصوصا جبل هلگورد الشهير. وتشتهر خواكورك بجبالها الوعرة. اما السهول والوديان في برادوست فأشهرها هو سهل (دشت هيرت) وهو عبارة عن مرتفعات هضابية ودشت برازكر وكذلك حوض سيدكان. وادويتها: (دول زرزه) (گلى ليَتان) و (گلى رش) وغيرها كثير. اما انهارها فاشهرها نهر گادر (Gader) الذي يدخل داخل إيران عبر مدينة (اشنويه) مرورا بـ (نغده) ويصب في بـحيرة اورميه. نهير (بوگن)، نهير (نزارى) و (قلندر)، ونهر (زناZena) وهي انهر صغيرة تصب في رافد بالكيان قرب ديانا والذي بدوره يلتحم مع روبار رواندز ويصب في نهر الزاب عند قرية خلان قرب بيخمه. نهر (هاجي بك) وهو نهر جميل هائج مائج في الربيع ينبع من جبال (خواكورك) ويعبر منطقة شيروان ويشتهر بـ (روبار چامه) ليصب في الزاب عند قرية ريزان قرب (بله). سيدكا.JPG

سيدكان في خريطة الدولة العثمانية منتصف القرن التاسع عشر

### عشيرة برادوست
تتفرع العشيرة إلى اربع فروع رئيسية:
- بگزادة ومنهم الامراء ومشايخ العشيرة من نسل الأمير الكردي المقدام (ميرخانى له‌پزيرين) امير قلعه‌ دمدم الشهيره‌ والذي تصدى للجحافل شاه عباس الصفوي سنة 1609م. وهم يتوزعون على قرى مجيسر وبيركمه وقليتان ولولان (وفيها كانت الخانقاه التابع لشيخ رشيد لولان) ودشت برازگرو قلعه‌ بينار الحدوديه.
- خواكوركي يسكنون منطقة خواكورك الحدودية الوعرة.
- پيره‌سني في سيدكان واطرافها وهم من أقدم قاطنى المنطقة.
- راوندية (ره‌وه‌ندۆك) في دشت هيرت وهم شبه رحالة مشاتيهم قرب ممر كيله شين القارس.

وهناك أيضا مجموعه‌ سكانية‌ صغيرة تدعى (مهاجر) وهم من المهاجرين الشكاك الذين جاءوا مع السيد طه النهري وسمكو الشكاك بعد 1884 و1915 من القرن الماضي واستوطنوا قرى قريبة من مركز سيدكان خصوصا في ژوژيله وهيردن وبيسيو.

### قرى سيدكان
ئاري- ئاکوان- ئالانە- ئالموشى سەروو- ئالمووشى خواروو- ئالوَکان- ئالەدوا- ئالەکا- ئاوبرا- ئينەمسید –باجارا- باسەکانى خواروو- باسەکانى سەروو –بالەکە- برەپیر- بزنکرە- بلەسەنان -بن هەوراز- بناوانوَک- بناویلوَک- بنپەريزە- بندەر- بنکەور- بنى- رەشکین- بوزينە- بوَزان- بوَلي –بیرتە- بیرکوَل –بيجوانا- بيرکمە- بيروَشمە –بيزەفەران- بيژان- بيسوَت – هاومار- بيسوَک -بيسيو -بيقەپوشک –بيکوَل- بيمەسوران- بيواسى خواروو - بيواسى سەروو- بەرچیخە-بەردەسوَر- بەرگرد- بەرمیزە-بەروَژە-بەرەبوَز-بەنان-بەنان-بەني-پارەو-پاشپال-پونگستا-پیرا برایم-پیربەینان-پیرکان-پیرەکە-پيخە-پەنجار-تالستا-تالین-تالەجار-تاوکان-تاوکە-توَبزاوە-تيروان-تەلان-جورجا-جوَخین گەلا-جوَنەرە-جەرا-چنارین-چناري-چونسە-چوَرت-چەمەلوا-خاستوَ-خراوا-خشوَلا-خنيرە-خومارى-خوماریە-خوَراگر-خوَران-خەترە-خەروانە-خەزنە-خەلیفان-داسنى-دالە-دایلا-دوستانا-(دوستانا – دەشتى هيرت)-دوورەملک-دوَلا-دوَلهەلوَ-دوَلەبيران-دیاناوا-ديریشکا-ديري-ديوین-دەراو-دەراوى خواروو-دەراوى سەروو-دەرهوَل-(دەرهوَل – دەشتى هيرت)-دەریا سوَر-دەریا لوَک-دەریان-دەحلە کوش-دەلاوا-دەهوَلا-رکاوا-رکاوە-رووسوَر-رەسول ئوَمەرا-زراوک-زیارەت-زیلوَى-زيرکان-زەروا-ژووژیلە-ژیلیا-سارداو-سالاریا-سپیارا-سپیگا-سپینداري-سمخەیلا-سماقە-سنین-سويکینە-سوَریا-سوَرەزەویا-سیدا-سیدەکان (القصبة)-سیران-سیروَ-سي کوچکە-سەربیش-سەرگردسەروو-شابکي-شاناشا-شکيرا-شکەن-شناو-شوَشنەى خواروو-شوَشنەى سەروو-شیوان-شیوەسان-شیوەسەقەر-شیوەگەرمى خواروو-شیوەگەرمى سەروو-شیوەن-شيخ رەش-شيخان-شيلکان-شەمزینە کەلا-شەمەرما-عەرەب کوَلا-قەليتان-کانى باز-کانى بەناو-کانى چنار-کانى شعبان-کانى مەلا-کانیە رەش-کاولا-کاولوَک-کاولە باس-کوژینە-کویرەکە-کویکان-کوَسپەتەنگ-کوَلیت-کوَلیتان-کيلەگا-کەتینە-کەرزاوا-کەژەک-کەلوَیە-کەلەک-کەلەولا-کەمەک-کەندە هوَلا-کەونە سیدەکان-کەونە گوند –کەوەرت-گردموسەک-گرکەبەن-گلە رەش-گوراکوَرى-گوربەتراش-گورەشا-گولیژگە-گویزە قولى-گوَرِا-گوَرا-گوَرابیي-گوَرمەمک-گوَرەديم-گەرەپيچ-گەلان گەردى-لوَکان-لوَلان-ليتان-ليرەبان-ليلکان-مارە مەلا-مالایەر-مالە مەلا-مالەدەر-ماونا-ماوەتاوەى خواروو-ماوەتاوەى سەروو-ماوەرد-مجيسەر-مغار-موسلوَک-میرزيت-میناى خواروو-میناى سەروو-ميرگەرەش-مەرگەوەروَکى خواروو-مەرگەوەروَکى سەروو-مەزرە-مەلا بادین-مەمدیا-مەیدان-ناوداروَک-ناوروَین-ناوميرگان-ناوەروان-نزارى-نيکەوە-نەیا-هارونە-هوَرەیس-هوَلي-هيردەن-هيشم-هەتکاى خواروو-هەتکاى سەروو-هەجري-هەدنيى خواروو-هەدنيى سەروو-هەرین-هەويلان-هەیات- وسوان.

## روابط ذات صلة
- برادوست
- محافظة اربيل
- سوران

وصلات حول مصاصر القديمة‌ في ويكيبيديا:
- بالإنكليزية مصاسر
- بالألمانية Musasir
- وحول كيله‌شين بالانكليزيه‌ Kelashin